# Guarea guidonia
Guarea guidonia är en tvåhjärtbladig växtart som först beskrevs av Carl von Linné, och fick sitt nu gällande namn av Herman Otto Sleumer. Guarea guidonia ingår i släktet Guarea och familjen Meliaceae. Inga underarter finns listade i Catalogue of Life.